# 眼睛 (小說)
《眼睛》是一部衛斯理系列中的小説，由香港科幻小説家倪匡撰寫，系列編號38。故事中的眼睛怪物，構造跟人類的細胞相似，指出人類邪惡的特性乃天生，而眼睛最善於掩飾、說謊、偽裝和欺騙，藉由眼睛構造跟人類的細胞相似，描述一種邪惡的外星生物，藉此強調它的生物性，排他性與競爭性，這不是令人愉快的題材。

## 故事大綱

### 煤礦中的謀殺案
衛斯理家的僕人老蔡，接到一封來自非洲的信，署名是非洲某國政府部門的負責人奧干古達，信中提到老蔡的姪子蔡根富犯下嚴重的謀殺罪，而被判處死刑。當衛斯理受了老蔡的拜託後，便打電話到該非洲國家的司法部，由該國對外聯絡處處長奧干古達口中，得知蔡根富在地下深處的礦坑區，殺了二十三人，衛斯理覺得此事不單純，由於奧干古達本身主理煤礦謀殺案，希望衛斯理能來非洲一次，並說道詳細情形不便在電話中透露太多，等衛斯理到非洲見面再說，衛斯理便開始展開調查。衛斯理到報社查閱資料，發現一個平凡的礦工，在地底下三百多公尺深的地方，突然獸性大發，殺了二十三人，此事實在不太尋常，其中記者比拉爾報導裡，提到了眼睛一詞，讓衛斯理覺得好奇，便決定到非洲一趟。

### 地底下的通道
當衛斯理到了非洲後，奧干古達卻告訴衛斯理，蔡根富下落不明，衛斯理等人去到案發現場，發覺現場開了一條通道，直通地底深處，衛斯理和比拉爾認為這條通道不是人力所能開鑿，奧干古達曾經派出無人的機械車去查察通道內部，最後都下落不明。在通道中遇到意外的，還包括奧干古達找來的黑人陸軍中士哈率苟在內。他受奧干古達之命，攜帶全副武裝，隻身進入地下通道。後來通道中卻傳來慘叫聲。生死未卜。

### 古代的神話
在追查蔡根富的時候，衛斯理在一間商店發現，非洲當地的人民信奉一種神名為維奇奇的大神，他的特徵是一隻非常大的獨眼，所以維奇奇山脈又稱為獨眼山脈。而蔡根富工作的地方就是維奇奇礦區，是非洲最大的一個礦區，並在蔡根富的住所發現一個外型與眼睛相似的煤精，與維奇奇大神的樣貌竟有點相似。當衛斯理走出商店後，突然發現他被跟踨了。跟蹤他的是少年里耶。他是黑女郎花絲的弟弟。而蔡根富就在花絲的住所中。

### 變成了維奇奇大神
當在花絲住所找到蔡根富時，衛斯理本想帶他回去，卻被蔡根富拒絕了，出手還被蔡根富電到。衛斯理揭開他頭上蓋的布後，意外發現蔡根富竟變成了維奇奇大神，並且告訴衛斯理，他要回到山中去，將要帶領人民奪回這個世界。衛斯理由於過度震驚。而跌出了門外，當他再回到屋內時，蔡根富已經不見了，他便將此事告訴了奧干古達，奧干古達卻說災禍來了，維奇奇大神是創造這個國度的神，祂的形象是獨眼巨人，這個國度的一切包含維奇奇山脈，都是獨眼巨人創造的。人們敬畏維奇奇大神。因為恐懼，而不是信仰。只要蔡根富以維奇奇大神的面貌，出現在眾人面前，人們定會盲目追隨他。

### 化生
在奧干古達的家中，衛斯理因為好奇，想要打開眼睛的外殼，用鐵鎚敲破煤精外殼，發覺伴隨著流出的汁液，有一些新的眼睛怪物出現，那些新「化生」出來的眼睛怪物，想要拿衛斯理當宿主。並且像毛蟲一樣纏上奧干古達家中僕人的身上，僕人卻被這個意外驚呆了(事實上是被眼睛怪物碰觸到的人。會因為怪物會放出電流，會麻痺神經而不能動彈)。僕人以無奈眼神望著衛斯理。就在此時。意外出現的奧干古達，害怕起來便開槍把僕人射殺了。

### 眼睛怪物的祭壇
衛斯理，比埃爾與奧干古達三人，一同前往維奇奇山脈的一個古代洞窟中。當他們到達這座有四周被石壁包圍，頂部有大洞，像一個大天井的天然山洞後，奧干古達現出了真面目，原來當日他在案發現場時，被這些眼睛怪物附身，心口上寄生了一隻大眼睛。面對高高躍起的奧干古達。衛斯理射出飛刀，好不容易把寄生在奧干古達身上的眼睛怪物「殺死」，然而這只是眼睛怪物的假死計謀。隨後他們遇上了率領大隊當地土人，前來洞窟尋找根源的蔡根富和花絲，沒想到蔡根富與花絲也被眼晴怪物寄生了，寄生在他們三人身上的眼睛怪物，為了回到當年他們來到地球後，集體被毀滅的地方，山洞中眼睛怪物的祭壇，利用了他們稱為「移居體」的人類，彼此展開打鬥。只為了自己而排除異己，邪惡基因的生存，無所不用其極。

### 奇妙的箱子
由於眼睛怪物邪惡基因的競爭性和排他性，被眼睛怪物寄生的蔡根富、花絲和奧干古達三人激烈打鬥，最後死去，而寄居在他們身體上的眼睛怪物，則脫出「移居體」，在地上像毛蟲一樣爬行，企圖襲擊衛斯理等人。眼睛怪物的眼睛似乎具有催眠能力，被他們身體碰到還會動彈不得。衛斯理和比拉爾他們跳上石頭，最後被偽裝成石塊的一個箱子所救，箱子中發射一股光線，射中眼睛正中央的黑塊(細胞核)，把這些眼睛怪物變回了煤精。

### 外星來的邪惡生物
根據古跡的圖畫及箱子的內容，衛斯理整合出一個故事，在外星某個地方，「邪惡」與「外星人」之間的劇烈戰鬥，「外星人」用光線把「邪惡」打敗了，把「邪惡」趕走，他們要追殺「邪惡」，使之完全消滅，結果追到了地球。殺死眼睛怪物的方法，除了用一種白光射線貫穿眼睛怪物的細胞核之外，還有他們之間的自相殘殺，因為「邪惡」之間，極喜自相殘殺，這是「邪惡」的天性，而且「邪惡」最善於偽裝、欺騙(例如裝死)。「外星人」製造了一場地震，將他們所知的，尚未找到移居體的「邪惡」，一起壓到了地底之下，希望他們永不再出現，但是數千年後人們開礦，把埋在地底不死的「邪惡」解放出來再度肆虐。

### 排他唯我的生物性
最後衛斯理認為人類的眼睛與「邪」的相似，而人類亦有「邪惡」的自相殘殺、偽裝、欺騙等性格，隱喻多年前，眼睛怪物來到地球時，不知道當今人類，有多少人曾經被眼睛怪物所寄生，所以才產生了邪惡。進入人類的思想延續至今。

## 故事角色
- 衛斯理 - 故事主角的作家。進出口行董事長。好管閒事的人。為救老蔡姪子根富前往非洲。
- 白素 - 衛斯理妻子。力勸衛斯理前往非洲。
- 老蔡 - 衛斯理家的老僕人。因姪子蔡根富的事求助衛斯理。
- 蔡根富 - 老蔡的姪子。平凡礦工卻忽然大開殺戒，然後逃逸無蹤。被眼睛怪物附身。變成了維奇奇大神。
- 奧干古達 - 非洲新興國家的主管神秘事件官員。負責調查煤礦謀殺案。
- 比拉爾 - 法國體育報的記者。與衛斯理共同調查煤礦謀殺案。
- 花絲 - 蔡根富的戀人。在全國軍警追查蔡根富時。在住處窩藏蔡根富。最後也被眼睛怪物附身。
- 里耶 - 黑人少年。花絲的弟弟。受姊姊之命去找衛斯理。
- 哈率苟中士 - 受命潛入通道的黑人陸軍中士。通道中卻傳來慘叫聲。生死未卜。

## 作者所要表達的看法
- 作者利用煤礦深處所發生的奇事，表達人類內心深處邪惡的一面，故事中的眼睛怪物，構造跟人類的細胞相似，藉此強調它的生物性，排他性與競爭性，這不是令人愉快的題材。
- 故事中的眼睛怪物，構造跟人類的細胞相似，而眼睛最善於掩飾、說謊、偽裝和欺騙，所謂「觀其眸子，知其眊焉」。眼睛能傳達的事情至高超乎想像。
- 故事藉由眼睛構造跟人類的細胞相似，指出人類邪惡的特性乃天生，衛斯理認為人類的眼睛與「邪惡」的相似，而人類亦有「邪惡」的自相殘殺、偽裝、欺騙等性格，隱喻多年前，眼睛怪物來到地球時，不知道當今人類，有多少人曾經被眼睛怪物所寄生，所以才產生了邪惡。進入人類的思想。一直延續至今。

## 廣播劇
- 香港商業電台以粵語於1988年星期一至五，每日下午三時正播出《眼睛》廣播劇，合共12集。為商台衛斯理廣播劇系列第廿六個故事。
  - 監製：金貴
  - 改編：唐寧
  - 配音
    - 朱子聰 飾演 衛斯理
    - 錢佩卿 飾演 白素
    - 葉佳 　飾演 老蔡
    - 金貴 　飾演 古達（原著為奧干古達）
    - 楊廣培 飾演 比拉爾
    - 陳森 　飾演 蔡根富
    - 莫佩雯 飾演 花絲
    - 甄惠儀 飾演 里耶
    - 陳永信 飾演 阿超（原著為小史）
    - 陳慕賢 飾演 黃小姐（資料室女職員）
    - 李錦 　飾演 警察
    - 陳永信 飾演 哈茍中士（原著為哈率茍中士）
    - 甄錦華 飾演 煤礦職員/警衛隊長
    - 吳忠泰 飾演 警員/巴納（僕人）

- 大陸廣州電台於2004年起以粵語首播衛斯理廣播劇，由主播講出《眼睛》故事。
  - 主播:陳波
  - 合共21集